# Xã Darby, Quận Union, Ohio
Xã Darby (tiếng Anh: Darby Township) là một xã thuộc quận Union, tiểu bang Ohio, Hoa Kỳ. Năm 2010, dân số của xã này là 2.060 người.